# Fire dikt fra Fiskerjenten
 Fire dikt fra Fiskerjenten  opus 21 - Vier gedichten van het vissersmeisje - is een liedercyclus door Edvard Grieg.
De vier liederen waren het resultaat van de samenwerking tussen Grieg en de dichter Bjørnstjerne Bjørnson van rond 1870. Dat leidde tot onder meer de toneelmuziek bij Sigurd Jorsalfar. Een groter plan, een nationale opera Olav Tryggvason sneuvelde echter op papier. De gedichten voor opus 21 werden gehaald uit Bjørnsons roman Fiskerjenten uit 1868.
De vier liederen:
- Det første møde (De eerste ontmoeting)
- God morgen (Goedemorgen)
- Jeg giver mit digt till våren (Ik geef mijn gedicht aan de lente)
- Tak for dit råd (Dank je voor je advies); de hoofdpersoon vaart uit ondanks waarschuwingen dat deze reis wel eens zijn laatste kan zijn.

De cyclus is opgedragen aan Clara Winding, een dochter van de componist Johan Peter Emilius Hartmann en de vrouw van de componist August Winding. Het Deense echtpaar Winding behoorde tot Griegs beste vrienden. 